# پورسگلوف (ویرجینیای غربی)
پورسگلوف (به انگلیسی: Pursglove) یک منطقهٔ مسکونی در ایالات متحده آمریکا است که در شهرستان مونونگالیا، ویرجینیای غربی واقع شده‌است. پورسگلوف ۲۸۱٫۹۴ متر بالاتر از سطح دریا واقع شده‌است.